# Nuevo Santa Rosa (Piura)
Nuevo Santa Rosa es un caserío peruano ubicado en el distrito de Tambogrande, perteneciente a la provincia y departamento de Piura, al norte del Perú. 

## Ubicación
Nuevo Santa Rosa se ubica al norte de la provincia de Piura, en el distrito de Tambogrande, en el departamento de Piura.

## Demografía
En 2017 Nuevo Santa Rosa tenía una población de 161 habitantes.